# 唐琮沅
唐琮沅（1969年10月—），男，汉族，广西全州人，中华人民共和国政治人物。北京交通大学企业管理专业博士。

## 生平
早年任广西民航机场管理局局长、广西机场管理集团总经理、董事长。2014年2月，任中共桂林市委副书记，桂林市人民政府市长。2015年2月，任中共钦州市委副书记，钦州市人民政府代理市长、市长。
2016年8月，进京担任国家安全生产监督管理总局安全监管二司司长，不再担任钦州市市长。2018年3月，中华人民共和国应急管理部组建后，历任应急管理部监管二司司长、规划财务司司长。2024年，出任应急管理部总工程师兼应急总医院党委书记。